# Anaxareté

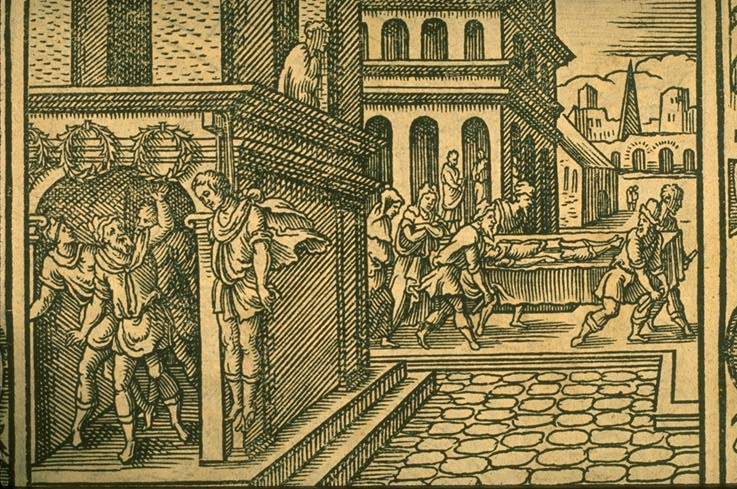
Iphisz és Anaxareté, Virgilius Solis műve

Anaxareté (Ἀναξαρέτη) görög mitológiai alak, ciprusi lány, aki visszautasította a belé reménytelenül szerelmes pásztort, Iphiszt, és addig gúnyolta, míg az ifjú kétségbeesésében felakasztotta magát a lány kapujában. Anaxaretét ez sem hatotta meg, még Iphisz temetését is kinevette és szánalmasnak nevezte, ezért Aphrodité megharagudott rá és kőszoborrá változtatta.
Ovidius is leírja a történetet az Átváltozásokban, és említi, hogy a szobrot a ciprusi Szalamiszban őrzik, Venus Prospiciens templomában.
Antoninus Liberalis hasonló történetet mesél el, bár nála a lány Arszinoé, az ifjú pedig Arkeophón néven szerepel.

## Fordítás
- Ez a szócikk részben vagy egészben  az   Anaxarete című angol Wikipédia-szócikk ezen változatának fordításán alapul.  Az eredeti cikk szerkesztőit annak laptörténete sorolja fel. Ez a jelzés csupán a megfogalmazás eredetét és a szerzői jogokat jelzi, nem szolgál a cikkben szereplő információk forrásmegjelöléseként.

## További hivatkozások
- https://web.archive.org/web/20150107093557/http://www.mythindex.com/greek-mythology/A/Anaxarete.html Greek Mythology Index: Anaxarete
- http://www.theoi.com/Olympios/AphroditeWrath2.html#Anaxarete Theoi.com: Aphrodite and Anaxarete
- https://web.archive.org/web/20160305142124/http://www.mythindex.com/greek-mythology/A/Arceophon.html Greek Mythology Index: Arceophon
- https://web.archive.org/web/20100624205559/http://www.mythindex.com/greek-mythology/A/Arsinoe.html Greek Mythology Index: Arsinoe